# Attelage d’un camion
Pour plus de détails, voir Fiche technique et Distribution.
Attelage d’un camion est un court métrage documentaire muet français réalisé par Louis Lumière sorti en 1897 et produit par la Société Lumière.

## Description
L'opérateur filme une rue. Apparait sur la gauche, venu de derrière la caméra, un défilé de chevaux qui paraît interminable. On découvre ensuite, chargés sur un camion, de gros blocs de pierre destinés à un certain Vautier.

## Fiche technique
- Titre original : Attelage d’un camion
- Réalisation : Louis Lumière
- Production : Société Lumière
- Lieu de tournage : France
- Pays d'origine : France
- Vue no  : 627
- Genre : Documentaire
- Format : Court métrage — Muet — Noir et blanc - 1,30:1
- Durée : 49 s
- Date de réalisation : 1897
- Dates de sortie :
  -  France :  9 juillet 1899 à Lyon

## Sources
- Catalogue Lumière, « Attelage d’un camion » (consulté le 12 février 2024).
- Collection Lumière, « Film Lumière 4, , partition vidéo : 28 min 19 s », 1995 (consulté le 12 février 2024).